# Didemnum pellucidum
Didemnum pellucidum är en sjöpungsart som beskrevs av Kott 200. Didemnum pellucidum ingår i släktet Didemnum och familjen Didemnidae. Inga underarter finns listade i Catalogue of Life.